# Juan José Sebreli
Juan José Pérez Sebreli (Buenos Aires,  3 de noviembre de 1930-Buenos Aires, 1 de noviembre de 2024) fue un filósofo, sociólogo y crítico literario argentino. Formó parte del primer grupo de existencialistas en la Argentina.

## Su trabajo
En los años 1970 formó parte del Frente de Liberación Homosexual junto a Manuel Puig, Néstor Perlongher, Blas Matamoro y Héctor Anabitarte, fue uno de los primeros en abandonar el grupo por diferencias ideológicas con el resto de los miembros.El miércoles 19 de mayo de 1976, menos de dos meses después del golpe de Estado con el que derrocó a María Estela Martínez de Perón, la dictadura argentina logró una foto que buscaba para apuntalar su imagen frente al mundo: el presidente de facto Jorge Rafael Videla y el secretario general de la Presidencia, general José Villarreal, recibían a Jorge Luis Borges, a Ernesto Sabato, y a Sebrelli entro otros para un almuerzo para agasajar al General en Casa Rosada.
En 1955, tras el golpe de Estado que derrocó al Gobierno de Juan Domingo Perón, ascendió al poder la Revolución Libertadora. Sebreli publicó una solicitada en el diario Crónica en la que criticaba la represiva política universitaria del dictador Pedro Eugenio Aramburu.
David Viñas (1927-2011) ha dicho que Sebreli es el escritor en el que cristaliza el proyecto primitivo del ideario de la revista Contorno.La mayoría de sus ensayos refieren a cuestiones argentinas, ya sea históricas como socioculturales. 
Desde 1991 ha publicado entre otros El asedio a la modernidad,Las aventuras de la vanguardia.  Ha criticado fuertemente el estilo del Papa Francisco, diciendo que "Bergoglio intenta quedar bien con todos" y que "su eterna sonrisa es una actitud acaso impostada; quienes lo conocieron antes de ser papa afirman que era más bien hosco y sonreía poco". José Sebreli intentó descalificar las que llamó “aproximaciones populistas” del  fútbol como fenómeno cultural argentino.fue uno de los intelectuales del llamado grupo sushi junto a Antonio de la Rúa y Hernán Lombardi que actuaron como think tank político de apoyo al gobierno de Fernando de la Rúa, al punto de decir que la democracia argentina no existe y se terminó en 2001. En 2009 publicó Comediantes y mártires argentina, analizando cuatro personajes emblemáticos como Carlos Gardel, Eva Perón, el Che Guevara y Diego Maradona, cuatro íconos de la Argentina contemporánea. Fue miembro de Fundación Federalismo y Libertad.Mientras que en sus escritos iniciales expresaba posiciones de izquierda, en sus últimos trabajos, Sebreli fue radicalmente crítico del populismo. 
En uno de sus últimos libros (El malestar en la política, 2012), argumentó que el kirchnerismo es una forma de “neopopulismo que contrasta perfectamente con una república democrática.Se ha mostrado crítico con la figura de Javier Milei llegándolo a comparar con el stalinismo

Colaboró en las revistas literarias Sur y Contorno,[cita requerida] como así también en medios como Perfil, La Nación y Clarín.

## Fallecimiento
Falleció el 1 de noviembre  de 2024 en el Hospital Italiano de Buenos Aires.

## Distinciones
Obtuvo dos Premios Konex de Platino en 1994 y en 2004 a las Letras en la disciplinas Ensayo Filosófico y Político respectivamente. Además en 2001, fue nombrado doctor honoris causa por la Universidad CAECE (Centro de Altos Estudios en Ciencias Exactas), de Buenos Aires.
En 2015 fue designado Ciudadano ilustre de la Ciudad de Buenos Aires por Ley 5249 la Legislatura porteña.
En 2018 recibió por parte del Senado de la Nación la mención honorífica «Senador Domingo Faustino Sarmiento», el título más importante que la cámara otorga y se entrega a personalidades destacadas del ámbito cultural, deportivo, académico y profesional.

## Filmografía
- Una cierta mirada (2005), documental biográfico dirigido por Eduardo Montes Bradley (Argentina, 2005).[18]
- Ante la ley: el relato prohibido de Carlos Correas (2012).
- El Olimpo vacío (2013), documental dirigido por Pablo Racioppi y Carolina Azzi.[19]

## Televisión
En 2010, compartió con Marcelo Gioffré la conducción del programa de televisión Aguafiestas.